# Rui Ribeiro
Rui Ribeiro é um aclamado compositor, maestro, arranjador, pianista e produtor musical português. Reconhecido pela sua versatilidade, a sua carreira abrange uma vasta gama de géneros musicais, desde a pop à música clássica, colaborando com inúmeros artistas e músicos em centenas de álbuns e concertos, e na composição de música instrumental, bandas sonoras de filmes, música para videojogos e televisão.

## Carreira
Apesar da sua inicial formação académica em música erudita, Rui Ribeiro alcançou notável sucesso na música mainstream, tendo recebido duas nomeações para os Globos de Ouro de Melhor Música em 2011 e 2013. Um marco significativo no arranque da sua carreira ocorreu em 2010, quando compôs e co-produziu o álbum de estreia da cantora Aurea. Este álbum alcançou o galardão de dupla platina, e recebeu inúmeros prémios, deixando uma marca indelével no panorama musical português. Além da sua colaboração com Aurea, para quem compôs e co-produziu quase todas as canções até 2018, Rui Ribeiro também fez contribuições significativas em termos de composição, arranjo e produção para vários artistas portugueses, incluindo Luísa Sobral, Ana Bacalhau, João Só, Nena, Cherry, entre muitos outros.
Paralelamente, Rui Ribeiro segue uma carreira a solo como pianista, com uma discografia que inclui sete trabalhos a solo até à data: seis álbuns, um EP e uma compilação. O seu portfólio inclui também diversas peças orquestrais, destacando-se o Hino Oficial da Longines League of Nations™ (2024), uma das mais relevantes competições equestres do mundo, e a “Beijing Expectations Rhapsody” (2017) para instrumentos chineses e orquestra sinfónica, estreada na China por membros da Orquestra Sinfónica de Cantão, sob a sua direcção. Além disso, Rui Ribeiro contribuiu para a composição de várias bandas sonoras para filmes e videojogos, incluindo a banda sonora do filme “My Sister”, que fez parte da selecção do Festival de Cinema de Cannes em 2017.
Para além da sua carreira estabelecida em Portugal, Rui Ribeiro colabora frequentemente com músicos, orquestras e artistas na China, onde se dedica ao trabalho de orquestração e arranjo, fundindo as linguagens musicais ocidentais e chinesas. Nos últimos anos, iniciou um projecto envolvendo a reorquestração de música tradicional chinesa para orquestras sinfónicas modernas. Simultaneamente, tem realizado digressões como maestro em performances musicais e concertos temáticos por toda a China.
Em 2023, após 18 anos de colaboração contínua, Rui Ribeiro junta-se ao aclamado produtor Ricardo Ferreira para liderar a Blim Records, uma destacada empresa de produção musical e editora na cena musical portuguesa.
Rui Ribeiro diz ter escrito música para piano ao longo de vários anos só para si mesmo, como forma de auto-terapia ou como fuga à complexidade e frenesi da vida humana, e afirma que se conseguir melhorar a vida de alguém com a música que faz, se sentirá realizado.

## Trabalhos editados a solo
- 2015: Miniatures I (álbum)
- 2019: Miniatures II (álbum)
- 2020: Recollections (álbum)
- 2020: Rugas (EP)
- 2022: Miniatures III (álbum)
- 2022: Miniatures Selection (coletânea)
- 2023: 8 Impromptus for Felted Piano (álbum)

## Bandas Sonoras Originais
- 2013: RPG (Filme) - Single original "How Far Would You Go To Be Young Again?"
- 2017: My Sister (Curta Metragem)[7]
- 2019: Lusitanian Ghosts (Documentário)[8]
- 2024: Longines League of Nations (Competição de Saltos a Cavalo)[9] [10]